# Sanlúcar (pera)
Sanlúcar es el nombre de una variedad cultivar de pera europea Pyrus communis. Esta pera está cultivada en la colección de la Estación Experimental Aula Dei (Zaragoza). Esta pera también está cultivada en diversos viveros entre ellos algunos dedicados a conservación de árboles frutales en peligro de desaparición. Esta pera variedad muy antigua es originaria de España, en San Bartolomé de la Torre, Huelva (comunidad autónoma de Andalucía), y tuvo su mejor época de cultivo comercial antes de la década de 1960, y actualmente en menor medida aún se encuentra.

## Sinonimia
- "Pera Sanlucar",
- "Sanluqueña",
- "Carmelita",
- "de San Lucas".

## Historia
En España 'Sanlúcar' está considerada incluida en las variedades locales autóctonas muy antiguas, cuyo cultivo se centraba en comarcas muy definidas. Se caracterizaban por su buena adaptación a sus ecosistemas y podrían tener interés genético en virtud de su adaptación. Se encontraban diseminadas por todas las regiones fruteras españolas, aunque eran especialmente frecuentes en la España húmeda. Estas se podían clasificar en dos subgrupos: de mesa y de cocina (aunque algunas tenían aptitud mixta).
'Sanlúcar' es una variedad clasificada como de mesa, se utiliza también en la cocina, difundido su cultivo en el pasado por los viveros comerciales y cuyo cultivo en la actualidad se ha reducido a huertos familiares y jardines privados.

## Características
El peral de la variedad 'Sanlúcar' tiene un vigor medio; florece a finales de abril; tubo del cáliz en cubeta poco profunda, con conducto corto y estrecho.
La variedad de pera 'Sanlúcar' tiene un fruto de tamaño pequeño; forma muy variable, turbinada, piriforme, piriforme alargada o calabaciforme, cuello muy marcado, a veces oblicuo, simétrica o asimétrica, contorno redondeado; piel basta y seca, rara vez lisa y brillante; color de fondo verde amarillento o amarillo pajizo sucio, con chapa o sin ella, puesto que va desde exenta hasta cubrir alrededor de un tercio del fruto, color carmín oscuro, presenta un punteado muy abundante, verdoso sobre el fondo y amarillo y muy destacado sobre la chapa, "russeting" (pardeamiento áspero superficial que presentan algunas variedades) débil; pedúnculo de longitud corto o muy corto, fino o de grosor medio, recto o ligeramente curvado en el extremo superior, implantado recto u oblicuo, a veces como prolongación del fruto, cavidad peduncular no tiene; cavidad calicina nula o muy superficial, con el borde ligeramente ondulado; ojo medio o muy grande, abierto o semicerrado. Sépalos muy largos, resecos y ennegrecidos, extendidos, rizados o doblados sobre el ojo, con frecuencia partidos quedando sólo la base unida y ligeramente prominente.
Carne de color blanco crema; textura de tipo medio, firme, granulosa; sabor dulce, aromático, bueno; corazón grande, redondo. Eje abierto, muy amplio en la parte superior, estrechándose bruscamente hacia el ojo, interior lanoso. Celdillas medianas, muy próximas al eje. Semillas de tamaño medio, elípticas o alargadas, espolonadas, casi negras, con frecuencia abortadas.
La pera 'Sanlúcar' tiene una maduración durante la primera decena de julio (en E. E. Aula Dei de Zaragoza). Aguanta en buenas condiciones un mes de almacenamiento en un ambiente refrigerado. Se usa como pera de mesa fresca, y en cocina.